# (8201) 1994 AH2
A (8201) 1994 AH2 egy földközeli kisbolygó. G. J. Garradd fedezte fel 1994. január 5-én.